# Mark Dacascos
Mark Alan Dacascos (26 de febrero de 1964) es un actor y experto en artes marciales estadounidense. Entre los siete y los dieciocho años ganó varios campeonatos de Karate y Kung fu. Alcanzó la fama por el personaje de Eric Draven en la serie El Cuervo: Escalera al cielo.
Desde enero de 2005 Dacascos interpreta al presentador del programa Iron Chef producido por la cadena Food Network. Dacascos también participó en la novena temporada del programa de la televisión estadounidense Dancing with the Stars del cual fue eliminado en el séptimo capítulo.

## Biografía
El padre de Mark, Al Dacascos, es un instructor de artes marciales hawaiano de ascendencia china, española, griega y filipina. Su madre, Moriko Mack-Vey Murray tiene ascendencia irlandesa y japonesa. En un reciente documental del Canal Historia se ha revelado que la familia de su madre murió durante el bombardeo nuclear de Hiroshima. Sus padrinos fueron el campeón de artes marciales Malia Bernal y la cantante hawaiana Melveen Leed.
Dacascos asistió a la Universidad Estatal de Portland, en Portland, Oregón, donde estudió arte dramático y chino.

## Vida personal
Está casado con la actriz Julie Condra, quien protagonizó junto a él la película Crying Freeman. Tienen tres hijos, dos niños y una niña. Sus nombres son Makoa, Kapono y Noelani.

## Carrera
Dacascos comenzó su carrera de actor cuando fue descubierto mientras caminaba por Chinatown de San Francisco por dos asistentes del director Wayne Wang. Tras eso comenzó a labrarse una reputación como actor especializado en escenas de artes marciales. En 1992 interpreta a Kenjiro Sanga en la película Samurai Americano protagonizada por David Bradley, su salto a la fama se dio en 1993 cuando hizo el papel del experto en capoeira Louis Stevens en la película Sólo el más fuerte. Tras eso vendrían otros papeles protagonistas en películas como Double Dragon, Kickboxer 5 y Crying Freeman. 
Entre 1998 y 1999 desempeñó el papel de Eric Draven, protagonista de los 22 capítulos de El cuervo: Escalera hacia el cielo. En 2002 fue nominado a mejor actor secundario en los Saturn Awards por su papel como Mani en la película francesa El pacto de los lobos. En 2003 apareció en la película Nacer para morir donde protagonizó un duelo contra Jet Li.
Fuera del cine de artes marciales obtuvo fama por presentar el concurso de cocina Iron Chef America desde 2005. En  2008 aparece en la serie La leyenda de Bruce Lee. En 2009 aparece en varios capítulos de la serie Kamen Rider: Dragon Knight, encarnando al personaje de Eubulon. En 2010 aparece en la película de acción y comedia Action Hero como el escritor Clouseau, dirigida por Brian Thompson.
También actúa en la serie Hawai 5-0 interpretando a Wo Fat, enemigo de Steve McGarrett, uno de los protagonistas principales.
En el 2013 encarnó a Kung Lao, personaje del famoso videojuego "Mortal Kombat" para la miniserie en línea "Mortal Kombat Legacy".
En 2015 se unió a la tercera temporada de la serie Agents of S.H.I.E.L.D., de la cadena ABC, en el papel de Mr. Giyera.
Ha participado como antagonista de John Wick: Parabellum. 2018. 
En el papel de Zero. Un asesino a sueldo, contratado por la Alta Mesa, altamente cualificado y especializado en asesinatos selectivos, por encargo. 
Cuyo fin es acabar con Wick. Y con todo "El Continental", y sus dirigentes.

## Filmografía
| Año         | Película                                          | Personaje                                | Notas                              |
| ----------- | ------------------------------------------------- | ---------------------------------------- | ---------------------------------- |
| 1989        | Ninja Academy                                     | Black Ninja                              | Sin crédito                        |
| 1990        | Distrito sin Ley                                  | Conductor de Stoner                      |                                    |
| 1990        | Doogie Howser, M.D.                               | Julian                                   | 1 episodio                         |
| 1990        | The Flash                                         | Osako                                    | 1 episodio                         |
| 1990        | The New Dragnet                                   | Kevin Chow                               | 1 episodio                         |
| 1991        | Dead on the Money                                 | Profesor de Artes Marciales              | Película para TV                   |
| 1992        | American samurai                                  | Kenjiro Sanga                            |                                    |
| 1993        | Solo el mas Fuerte                                | Louis Stevens                            |                                    |
| 1993        | Gallos de Pelea (Roosters)                        | Hijo de Filipino                         |                                    |
| 1993        | La Chica de las carreras                          | Johnny Ramirez                           |                                    |
| 1994        | Double Dragon                                     | Jimmy Lee                                |                                    |
| 1994        | Cuentos de la Cripta                              | Felix Johnson                            | 1 episodio                         |
| 1995        | Kickboxer 5                                       | Matt Reeves                              |                                    |
| 1995        | Pasado Mortal                                     | Leo                                      |                                    |
| 1995        | Los Paraísos Perdidos (Crying Freeman)            | Yo Hinomura / Freeman                    |                                    |
| 1995        | Wing Commander IV: The Price of Freedom           | Teniente 2.º Troy "Catscratch" Carter    | Voz para Videojuegos               |
| 1996        | One West Waikiki                                  | Moku                                     | 1 episodio                         |
| 1996        | Sabotaje                                          | Michael Bishop                           |                                    |
| 1996        | La isla del doctor Moreau                         | Lo-Mai                                   |                                    |
| 1996        | DNA                                               | Ash Mattley                              | Directa a Video                    |
| 1997        | Fuerza Maxima                                     | Toby Wong                                |                                    |
| 1997        | Redline                                           | Merrick                                  |                                    |
| 1998        | Boogie Boy                                        | Jesse Page                               |                                    |
| 1998        | Santuario                                         | Luke Kovak                               |                                    |
| 1998        | No Code of Conduct                                | Paul deLucca                             |                                    |
| 1999        | La Base                                           | Mayor John Murphy / Cabo John Dalton     | Directa a Video                    |
| 1998 - 1999 | El Cuervo, Escalera al Cielo                      | Eric Draven                              | Personaje Principal (22 episodios) |
| 1999        | Ley Marcial                                       | Steven Garth                             | 1 episodio                         |
| 2000        | Fuerza Brutal China                               | Tony Lau                                 |                                    |
| 2001        | El Pacto de los Lobos                             | Mani                                     |                                    |
| 2001        | Instinto Letal                                    | J.T. Dillon                              |                                    |
| 2002        | CSI: Crime Scene Investigation                    | Ananda                                   | 1 episodio                         |
| 2002        | Tiempo Final (Scorcher)                           | Ryan Beckett                             |                                    |
| 2003        | Cradle 2 the Grave                                | Ling                                     |                                    |
| 2005        | Final Approach                                    | Kato                                     | Directa a Video                    |
| 2005        | Nomad: the Warrior                                | Sharish                                  |                                    |
| 2006        | The Hunt for Eagle One                            | Teniente Matt Daniels                    | Directa a Video                    |
| 2006        | Only the Brave                                    | Sargento Steve "Saki" Zensaki            |                                    |
| 2006        | Solar Attack                                      | Lucas Foster                             | Película para TV                   |
| 2007        | Code Name: The Cleaner                            | Eric Hauck                               |                                    |
| 2007        | Alien Agent                                       | Rykker                                   | Directa a Video                    |
| 2007        | I Am Omega                                        | Renchard                                 | Directa a Video                    |
| 2008        | Gideon Falls (Corto)                              | Set                                      | Cortometraje                       |
| 2008        | La leyenda de Bruce Lee                           | King Charles / Thai Bóxer (sin créditos) | 50 episodios                       |
| 2008        | The Middleman                                     | Sensei Ping                              | 1 episodio                         |
| 2007 - 2008 | Stargate: Atlantis                                | Tyre                                     | 2 episodios                        |
| 2008        | Iron Chef America: Supreme Cuisine                | The Chairman                             | Voz para Videojuegos               |
| 2009        | La Leyenda de Bruce Lee                           | Thai Boxer                               | Directa a Video                    |
| 2009        | Serbian Scars                                     | Peter Olsen Obilich                      |                                    |
| 2009        | Wolvesbayne                                       | Von Griem                                | Película para TV                   |
| 2009 - 2010 | Kamen Rider Dragon Knight                         | Advent Master/Eubulon                    | 9 episodios                        |
| 2010        | Shadows in Paradise                               | Teniente Max Forrester                   |                                    |
| 2010        | Sultanin Sirri                                    | John                                     |                                    |
| 2012        | Abraham Lincoln: Vampire Hunter Sequels           | Millard Fillmore                         | Cortometraje                       |
| 2013        | El Medallon Perdido: Las Aventuras de Billy Stone | Cobra / Mr. Cobra                        |                                    |
| 2013        | Mortal Kombat: Legacy                             | Kung Lao                                 | 4 episodios                        |
| 2014        | Chicago P.D.                                      | Jimmy Shi                                | 1 episodio                         |
| 2014        | The Extendables                                   | Mark                                     |                                    |
| 2014        | Roger Corman's Operation Rogue                    | Capitán Max Randall                      | Directa a Video                    |
| 2014        | Delo Batagami                                     | Batagami                                 | 8 episodios                        |
| 2016        | Showdown in Manila                                | Matthew Wells                            |                                    |
| 2016        | Beyond the Game                                   | Fighter                                  |                                    |
| 2015 - 2016 | Agents of S.H.I.E.L.D.                            | Giyera                                   | 11 episodios                       |
| 2016        | Lucifer                                           | Kimo Vanzandt                            | 1 episodio                         |
| 2017        | The Way                                           |                                          | 8 episodios                        |
| 2017        | Ultimate Justice                                  | Gustav Ferdinand "Gus" von Behren        |                                    |
| 2017        | Maximum Impact                                    | Tony Lin                                 |                                    |
| 2017 - 2019 | The Perfect Bride                                 | Daniel Counter                           | 2 episodios                        |
| 2018        | La Leyenda de Hallowaiian                         | Pono                                     | Voz                                |
| 2019        | John Wick: Chapter 3 - Parabellum                 | Zero                                     |                                    |
| 2019        | Wu Assassins                                      | Monje / Kun Zi                           | 5 episodios                        |
| 2019        | The Driver                                        | The Driver                               |                                    |
| 2010 - 2020 | Hawaii Five-0                                     | Wo Fat                                   | 17 episodios                       |
| 2020        | One Night in Bangkok                              | Kal Kahale                               |                                    |
| 2021        | Batman: Soul of the Dragon                        | Richard Dragon                           | Voz                                |
| 2021        | Assault on VA-33                                  | Jackson                                  |                                    |
| 2022        | Run & Gun                                         | Brando                                   |                                    |
| 2022        | Blade of the 47 Ronin                             | Shinshiro                                |                                    |
| 2023        | Knights of the Zodiac                             | Mylock (Tatsumi)                         |                                    |
| 2023        | Warrior                                           | Kong Pak                                 | Temporada 3                        |